# Belselebeek
De Belselebeek ontspringt op de cuesta van het Waasland in Waasmunster en stroomt door Belsele en Sinaai, deelgemeenten van de stad Sint-Niklaas. Zij wordt beheerd door het provinciebestuur en het polderbestuur (Polder Sinaai-Daknam). De Belselebeek behoort hydrografisch tot het bekken van de Gentse Kanalen.
Kanalen: Moervaart · Stekense Vaart

Grachten: Ringgracht

Beken: Armentruienbeek · Barbierbeek · Belselebeek · Fondatiebeek · Grote Beek · Klapperbeek · Molenbeek · Ransbeek · Uilebeek